# Adolf Hamm (Organist)

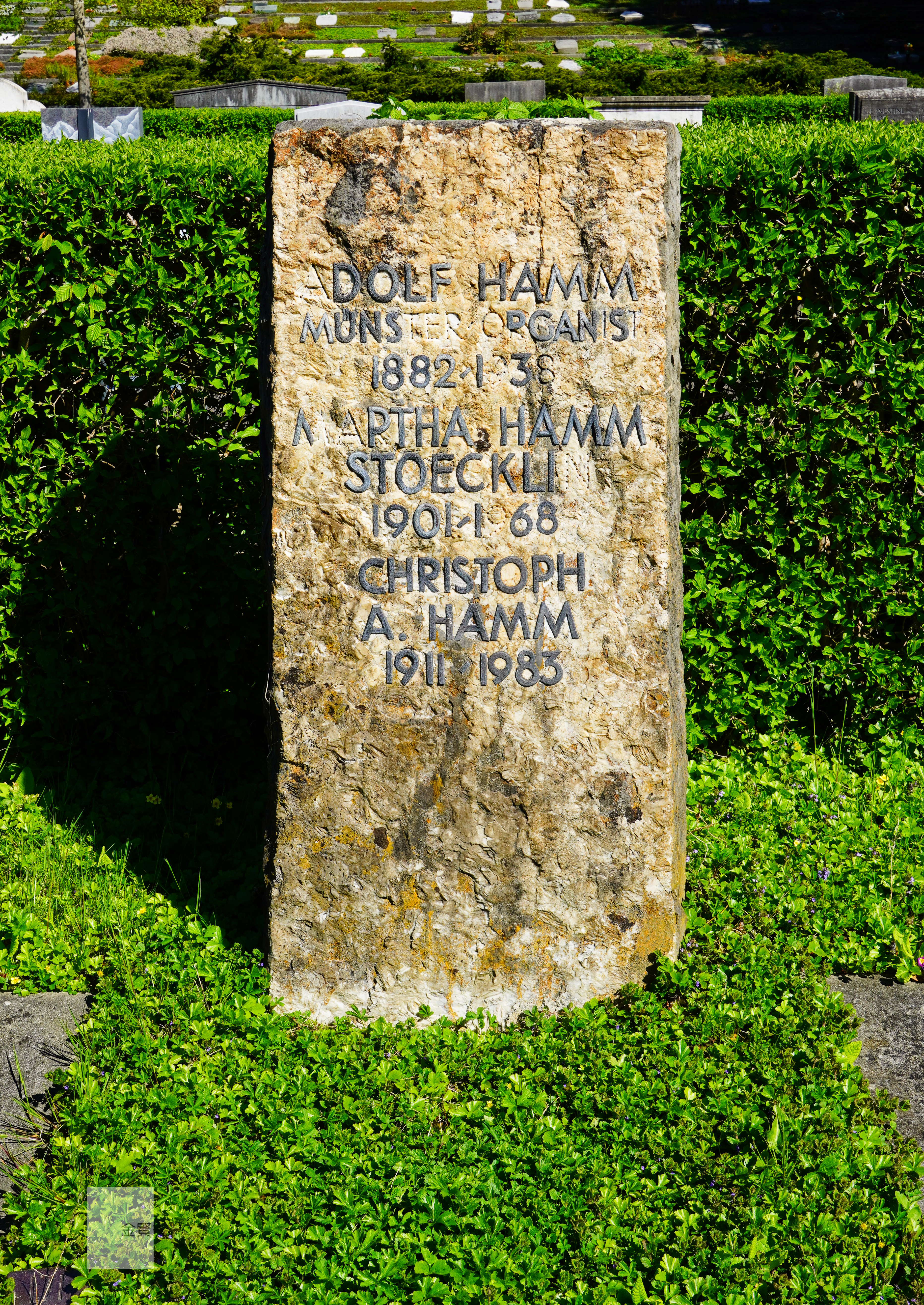
Familiengrab von Adolf und Martha Hamm-Stoecklin auf dem Friedhof am Hörnli in Riehen

Adolf Hamm (* 9. März 1882 in Wickersheim (Unterelsass); † 15. Oktober 1938 in Basel) war ein deutscher Organist.
Nach anfänglichen universitären Studien und einer Orgelausbildung bei Ernst Münch in Straßburg zog Hamm 1904 nach Leipzig, wo er sein Orgelspiel bei Karl Straube vertiefte. 1906 wurde er zum Organisten im Basler Münster ernannt und zum Leiter der Orgelklasse am Konservatorium Basel gewählt. 1911 gründete er den Basler Bach-Chor, den er bis 1922 und ab 1926 bis zu seinem Tode leitete. Hamm war auch wesentlich an der Entwicklung der Knabenkantorei Basel beteiligt, als er Hermann Ulbrich, den Chorgründer der damaligen Singknaben, bei Werbungsaktionen 1928 bedeutend unterstützte und den jungen Chor zweimal mit dem Bach-Chor auftreten ließ. Als Orgelvirtuose war er regelmäßiger Gast in zahlreichen schweizerischen und deutschen Städten. Seine Orgel- und Chorkonzerte waren von der besonderen Pflege des Werks Johann Sebastian Bachs geprägt, standen aber auch der zeitgenössischen Musik offen.
Hamm war mit Martha Stoecklin (1901–1968) verheiratet. Sein Familiengrab befindet sich auf dem Friedhof am Hörnli, Riehen.